# Star (Person)

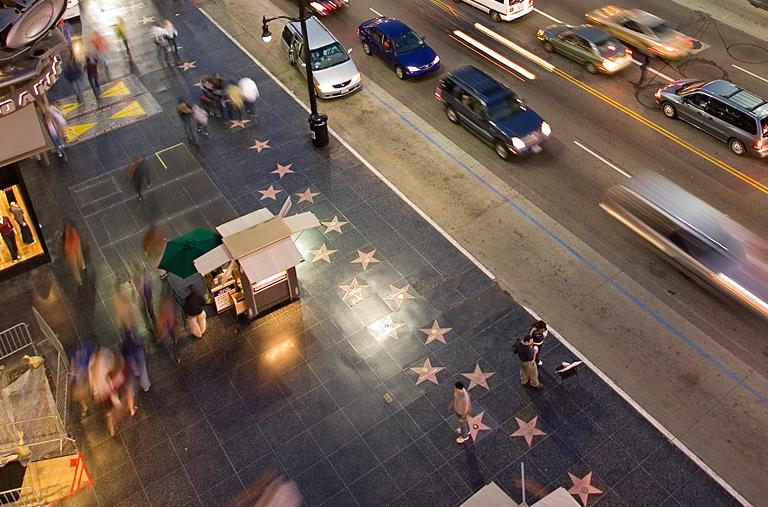
Sterne auf dem Hollywood Walk of Fame vor dem Dolby Theatre

Ein Star [ˈstaːɐ̯] oder auch [ˈʃtaːɐ̯] (von englisch star, Stern) ist eine prominente Persönlichkeit mit überragenden Leistungen auf einem bestimmten Gebiet, in der Regel der Unterhaltung oder des Sports, und einer herausgehobenen medialen Präsenz.

## Allgemeines
Der personifizierte Star ist Untersuchungsgegenstand der Medien-, Film- und Sozialwissenschaften. Richard Dyer hat mit seinem Buch Stars 1979 ein grundlegendes Werk dazu vorgelegt, das sich jedoch ausschließlich auf Filmstars bezieht. Der Aufstieg zum Star und dessen Status ist Gegenstand einer umfassenden Untersuchung von Moshe Adler. Im deutschen Sprachraum forscht insbesondere Werner Faulstich über Stars.
Als gesichert gilt inzwischen die Erkenntnis, dass sich ein Star zunächst durch überragende Leistungen auf einem bestimmten Gebiet hervorgetan hat. Erforderlich ist auch ein öffentliches Interesse, durch das der Star und seine Leistung zum interessierten Publikum transportiert werden. Eine große Bekanntheit in der Öffentlichkeit wiederum kann die Akzeptanz eines Stars beim Publikum derart erhöhen, dass dieses eine Fanbeziehung aufbaut. Star ist ein Statussymbol, das den Star über andere Personen ohne diesen Status im selben Gebiet heraushebt.
Sherwin Rosen bevorzugt eine monetäre Definition: Für ihn sind Stars eine „relativ kleine Anzahl von Personen, die enormes Geld verdienen und die den Bereich dominieren, in dem sie tätig sind“. Aus ökonomischer Sicht sind Stars ein Produkt der Industrie, das die Funktion insbesondere als Werbeträger erfüllt und damit dem Bedarf dient. Nach Adler kann das Phänomen eines Stars nur dort bestehen, wo der Konsum Wissen erfordert.

## Abgrenzungen
Nicht jede Person, die bekannt ist, oder auf einem Gebiet etwas Herausragendes geleistet hat, ist ein Star. Die „personalisierte Außergewöhnlichkeit oder Außeralltäglichkeit“ macht Stars nicht allein aus. Hinzu kommen müssen die permanente Hervorhebung in vielgelesenen Medien und die dadurch herausragende Bekanntheit. Mutter Teresa hat beispielsweise Außergewöhnliches geleistet, wird aber nicht als Star bezeichnet. Auch Wissenschaftler, welche in einzelnen Disziplinen Herausragendes geleistet haben, werden im Allgemeinen nicht als Stars tituliert.
Zuweilen werden Stars mit Ikonen gleichgesetzt. Idole sind Personen, die verehrt werden und denen zumeist Jugendliche nacheifern. „Show-Legenden“ sind Stars, deren Performance-Qualität belobigt wird. Diven betonen ihre Distanz zum Publikum. Ein Superstar (bzw. Weltstar) besitzt internationale Geltung oder Bekanntheit in mehreren Kulturkreisen.

## Geschichte
Persönlichkeitsinszenierung hat es schon immer gegeben, allerdings konnte sie sich erst mit den Massenmedien ausbreiten. So begannen in der Zeit der Romantik und ihres Geniekults wahre „Pilgerreisen“ zu den neben der Mundpropaganda durch zahlreiche Zeitschriften gefeierten bildenden Künstlern wie Ingres in Paris, Thorvaldsen in Kopenhagen und Overbeck in Rom. Den ersten Public-Relations-Unternehmen wie der im Jahre 1900 in Boston gegründeten Firma Ivy Lee ging es von vorneherein nicht nur um die reine Aufmerksamkeit, sondern vielmehr um die glaubhafte Vermittlung eines konstruierten Images.
Die ersten Stars waren US-amerikanische Kino- und Musikstars, von deren aufsteigender Bekanntheit auch der Anglizismus „Star“ stammt. Die Namen der Filmschauspieler wurden in den frühen Stummfilmen zunächst nicht erwähnt; erste Namensnennungen der Filmschauspieler gab es seit 1909 in der Filmzeitschrift Music World. Daraus ergibt sich, dass Startum unbedingt mit Namensnennung verbunden ist. Die ersten Stars waren Filmschauspieler, deren Name im Vorspann gezeigt wurde. Sie wurden prominent auch in der Werbung herausgestellt und zum Instrument, um den Zuschauer ans Kino zu binden.
Die erste Filmschauspielerin, die mit ihrem Namen erschien, war Florence Lawrence im Stummfilm The Broken Oath. Sie wurde in der Zeitschrift der Independent Moving Pictures Company im März 1910 als „Amerikas führender Filmstar“ gefeiert; der Filmstar war geboren. Die aufstrebende Filmindustrie begann nun planvoll mit einem „Star-System“, einer Methode zur Etablierung, Promotion und intensiven Nutzung von Filmstars. Auch Agenturen und Medien begannen, sich auf einzelne Filmschauspieler zu konzentrieren und ihnen ein herausragendes Image zu verpassen. Die frühen Filmstars Judy Garland, Rock Hudson, Grace Kelly oder Marilyn Monroe waren auf diese Weise entstanden.
Bereits 1914 sprach man auch in Deutschland von „Kinostars“. Als erste Stars in Deutschland gelten Asta Nielsen und Henny Porten. Asta Nielsen wurde 1910 durch den Kinofilm Abgründe zum Star, Kollegin Henny Porten gilt als erster deutschsprachiger Filmstar durch den Film Hann, Hein und Henny aus dem Jahr 1917. Marlene Dietrich wurde 1930 mit dem Film Der blaue Engel über Nacht zum Kinostar. Ein Porträt des Künstlers Marc Engelhard fand Verbreitung und zeigt sie in typischer Pose. Bereits ab 1910 hatte die Firma Hermann Leiser in Berlin mit dem Aufbau eines Monopols auf „Starpostkarten“ begonnen, die meist auch die Unterschrift der Stars enthielten.

### Ufa-Stars
Der Begriff umfasst in erster Linie Schauspieler, die in Filmen der UFA mitwirkten. Für die ältere deutsche Generation spielten die so genannten „Ufa-Stars“ eine größere Rolle, da diese den Zeitgeist der 30er und 40er Jahre verkörperten. Schauspieler und Schauspielerinnen wie Hans Albers, Zarah Leander, Heinz Rühmann, Marika Rökk oder Ilse Werner waren darüber hinaus auch noch im Musikgeschäft tätig, was ihre Bekanntheit und Beliebtheit steigerte.

### Musikstars
Als erster Popstar der Musikgeschichte wird von einigen Musikwissenschaftlern Wolfgang Amadeus Mozart angesehen. Die Entwicklung des musikalischen Startums ist dann aber eng mit der massenhaften Reproduktion von Liedern durch Tonträger verknüpft. So gilt Enrico Caruso als erster Star des Phonographen, nicht zuletzt durch den ersten Millionenseller der Geschichte der Musikindustrie, das im Mai 1904 veröffentlichte Vesti La Giubba.
Als Verstärkung des Startums kann die Einführung des Top40-Radios im Jahre 1953 angesehen werden, das als Spartenprogramm durch intensives Airplay der 40 höchstplatzierten Singles für eine Glorifizierung der erfolgreichen Interpreten sorgte. Bing Crosby, Frank Sinatra oder Ray Charles wurden dadurch zu Stars. Als auch Tonträger seit Einführung der Single 1948 zu preiswerten Massenprodukten wurden, war die Herausbildung von Musikstars nicht mehr aufzuhalten. Der Effekt wurde durch begleitende Printmedien wie Billboard und dessen Hitparaden (seit 1936), Bravo (seit 1956 mit den Musicbox-Charts „Schlagerfavoriten“, „Starschnitt“) noch verstärkt. Das trifft auch für reine Musiksender zu wie MTV (seit 1981) oder VIVA (seit 1993).
Bei den Printmedien befassen sich spezielle Zeitschriften (z. B. in – Stars & Sternchen seit 2007) mit allen über Stars verfügbaren Informationen, um das öffentliche und Privatleben von Stars gezielter zu vermarkten. Das US-Magazin Variety berichtet seit 1905 über Stars. Diese Magazine befriedigen die Neugier der Fans, ohne die es keinen Star geben kann. Es gibt auch spezielle Magazine im Fernsehen (Exclusiv – Das Starmagazin, seit 1994 bei RTL) und auch TV-Spartenkanäle, die sich ausschließlich mit Stars befassen (das US-amerikanischecelebtv; seit 2007). Als größte Musikstars aller Zeiten verstanden sich zu ihren Lebzeiten Elvis Presley und Michael Jackson.

### Sportstars
Julia Mährlein hat in ihrer Göttinger Dissertation (bei Arnd Krüger) verdeutlicht, dass die außerordentliche sportliche Leistung erforderlich ist, um zum Helden im Sport zu werden, dass aber durch geschicktes Management Sportler erst durch dauerhaft konstante Leistungen zur Marke werden könne. Swantje Scharenberg hat in ihrer Analyse der Helden im Sport in der Weimarer Zeit gezeigt, welche außergewöhnlichen Leistungen „Heldenpotenzial“ für die jeweilige Zeit hätten.

## Arten

### Unterteilung nach Bereichen
Je nach Fachgebiet unterscheidet man Filmstars (wie Sean Connery), Musikstars (Beatles), Starautoren (Joanne K. Rowling), Sportstars (Mark Spitz), Politstars (Helmut Schmidt), Fernsehstars (Thomas Gottschalk), Starreporter (Bob Woodward), Starregisseure (Steven Spielberg) oder Modestars (Karl Lagerfeld) und auch Pornostars (Jenna Haze). Innerhalb dieser Kategorien sind weitere Segmentierungen möglich; in der Musik etwa nach Popstars, Countrystars, Rockstars oder Schlagerstars. Staranwälte wie Rolf Bossi sind Rechtsanwälte, die Stars in Gerichtsprozessen vertreten und dadurch ebenfalls in das Interesse der Öffentlichkeit rücken.
Im Hinblick auf die Komparationsform gibt es als unterste Ebene Starlets („Filmsternchen“), also Nachwuchsdarsteller in Hollywood-Filmen, die als Filmstar noch aufgebaut werden sollen. Ihnen übergeordnet sind Stars, darüber Topstars, Superstars und Megastars. Unterhalb des Stars sind auch die Protagonisten der Soap-Operas angesiedelt, sie sind lediglich „Celebrities“ (Prominente), also Personen, die im öffentlichen Leben bekannt sind. Umgekehrt können auch Oberbegriffe gebildet werden wie Medienstars, unter die die Starreporter, Radiostars oder Fernsehstars subsumiert werden können.

### Minderjährige Stars
Vom Alter her grenzt man minderjährige Kinderstars von den erwachsenen Stars und Interpreten ab. Dabei gibt es Überschneidungen zwischen Kinderdarstellern, die im Schauspielbereich tätig sind und musikalischen Kinderstars, die in zahlreichen Bereichen der Musikindustrie vertreten sind (bes. Popmusik und Schlager, aber auch in der Klassischen Musik). Minderjährige Berühmtheiten sind oft Gegenstand von Kontroversen bezüglich Arbeitsrecht, Schulausbildung und Leistungsüberforderung.
Modelagenturen haben in der Regel auch eine Reihe von Kindern unter Vertrag, die als Model für Mode und Werbung arbeiten – es gibt jedoch auch Agenturen, die sich auf die Vermittlung von Kindermodels spezialisiert haben. Ein Teil der ehemaligen Kindermodels werden später in anderen Bereichen der Unterhaltungsindustrie erfolgreich, beispielsweise als Schauspieler (z. B. Elijah Wood).

## Funktionen
Stars können Idol, Vorbild oder Kultfigur (meist nach dem Tod) sein. Zum Idol wird ein Star oft, wenn er unter mysteriösen Umständen und sehr vorzeitig ums Leben kommt (wie James Dean oder Elvis Presley) und das erworbene mythische Bild nicht mehr zerstören kann. Rituale der Verehrung und Bewunderung werden auch als Kult im säkularen Sinne bezeichnet, der um die Stars betrieben wird. Ähnlich wie beim religiösen Kult nährt sich dieser Kult häufig aus Mythen, die sich um den Star ranken. Diese Mythen und Legenden entstehen aus einer Vermischung von medienvermittelten Bildern, eigenen oft verklärten Erinnerungen, projizierten Sehnsüchten, Erzählungen anderer usw., deren Wahrheitsgehalt schwer zu prüfen ist.
Das Vorbild entsteht, wenn sich das Publikum eines Stars mit diesem vergleicht und unter Umständen dessen Handlungen oder Eigenschaften übernimmt. Der Besitz eines Tonträgers oder sonstiger Merchandising-Produkte kann dabei den Besitz des verehrten Stars symbolisieren. Zur Kultfigur wird der Star, wenn mit ihm eine ganze Epoche oder ein ganzer Stil assoziiert wird. Der Star wird als „soziales Konstrukt“ verstanden, das von seinen verehrenden Fans anerkannt wird. Er ist ein „prozessuales Reflexionsprodukt“, weil er nach der Anerkennung seiner Rolle als Star im Gegenzug seine Starrolle durch entsprechende mediale Darstellung bestätigt. Der überdurchschnittliche Erfolg ist eine Voraussetzung dafür, dass sich eine Person überhaupt zum Star entwickeln kann. Hinzu kommen muss ein gewisser Personenkult beim Publikum.
Insbesondere Elvis Presley hat sich seit 1956 als Prototyp der Kultfigur entwickelt, als er von dem eher regionalen Sun-Records-Plattenlabel zum Plattengiganten RCA wechselte, durch den eine Vielzahl von Millionensellern ermöglicht wurden. Elvis fungierte Faulstich zufolge als Leitfigur einer neuen Generation von Jugendlichen gegen konservative Eltern. Ähnlich verhielt es sich bei Stars wie Michael Jackson und Madonna.
Drei Komponenten machen einen Star aus: Erfolg, Image und Kontinuität. Für die Vermarktung eines Films stellen teilnehmende Stars ein wesentliches Marketinginstrument dar, weil sie Publicity garantieren. Da jedoch ein Film als Gesamterlebnis bewertet wird, sind Stars durchaus keine Erfolgsgaranten. Ein schlechter Film kann auch durch Stars nicht gerettet werden. Das lässt sich auf alle Fachgebiete übertragen. Als erwiesen gilt umgekehrt, dass Popstars es leichter haben, ihre Tonträger zu vermarkten als unbekannte Interpreten im gleichen Genre. Um ein Kinostar zu werden, muss er mit seinen Filmen weltweite Aufmerksamkeit erlangen. Dies gelang insbesondere amerikanischen Kinostars, die durch die Vermarktungsstrategie von Hollywoods Filmindustrie bei ihrem Weg zum Starruhm unterstützt wurden.

## Bedeutung für Jugendliche und Erwachsene
Stars werden vor allem von Jugendlichen verehrt. Es ist das Wesen der Stars, die Bedürfnisse gerade in die Pubertät eingetretener Jugendlicher nach Freiheit, Liebe oder auch Sex anzusprechen, ohne sie jedoch direkt zu erfüllen. Indem sie ihnen die Möglichkeit einer ersten quasi platonischen Liebesbeziehung eröffnen, können sie gerade jungen Menschen eine wichtige Orientierung sein. Obwohl verliebte Star-Schwärmerei volkstümlich meist ausschließlich mit Pubertät und Adoleszenz in Verbindung gebracht wird, ist sie jedoch, wie mit dem Erscheinen einschlägiger Internetforen deutlich geworden ist, auch bei Erwachsenen weit verbreitet. Wissenschaftliche Studien zu diesem Thema existieren bisher nur in sehr geringer Zahl. Persönliche Vorlieben, generations- und kulturbedingt unterschiedliche Sichtweisen haben bei der Vorliebe für bestimmte Stars eine große Bedeutung.

## Starimage und Starkult
Starkult ist allgemein die kritisierende Bezeichnung für die übertriebene (Selbst-)Darstellung der Persönlichkeiten in den Medien. Mit Starkult kann jedoch auch die systematische Präsentation eines bestimmten Stars umschrieben werden, was meist eine Konstanz seines öffentlichen Auftritts erfordert. Dazu ist der Aufbau eines möglichst konstanten Images erforderlich, damit die einmal in den Fans geweckte Erwartung auch dauerhaft erfüllt werden kann. So treten Filmstars meist in denselben oder ähnlichen Rollen in Filmen auf, Musikstars präsentieren meist denselben Musikstil. Das dient der Wiedererkennung bei Fans. Sehr selten kommt es indes vor, dass Stars dieses einmal gewählte Image verändern. So hat es Peter Maffay geschafft, sich vom Schnulzenimage seiner millionenfach verkauften Ballade Du zu befreien und sich als Rocksänger zu etablieren.
Ein Gutachter über die jugendgefährdende Wirkung von Bravo kam bei deren „Starschnitten“ zu dem Schluss, dass „die Beschäftigung mit einem Star über Wochen (Ausschneiden, Zusammensetzen, Aufkleben) wesentlich zum Starkult beiträgt“; der „Starschnitt“ solle die Bindung eines bereits überzeugten Fans überhöhen, indem er „als lebensgroße Abbildung die Anwesenheit des Stars im privatesten Raum so realistisch wie möglich suggerierte.“
Als äußere Indizien für herausragende Leistungen gelten bei einem Star, wenn er in der Literatur einen Bestseller geschrieben oder einen der zahlreichen Literaturpreise erhalten hat, in der Musik Nummer-eins-Hits oder gar Millionenseller vorweisen kann oder beim Film an einem Box-Office-Hit mitgewirkt hat. Auszeichnungen mit Symbolcharakter für den Starruhm sind Gold- oder Platin-Schallplatten, Emmy Awards, Grammy Awards, Oscars oder der Echo. Nur wenigen Stars wird die Gravur ihres Namens in einen symbolisierten Stern auf dem Hollywood Walk of Fame zuteil.